# Jens Pedersen Kofoed
 Der er flere personer med dette navn, se Jens Koefoed (flertydig).
Jens Pedersen Kofoed var en af Bornholms befriere ved Svenskekrigene i 1600-tallet.
Frederik 3., der i 1660 blev Danmarks første enevoldskonge, kæmpede med Sverige om Skåne, Halland, Blekinge og Bornholm. Han havde mistet Skåne, Halland og Blekinge, og svensken stod i hele Danmark uden for København. Den 8. december 1658 blev den svenske kommandant Johan Printzensköld dræbt i Rønne af Villum Clausen med støtte af Jens Kofoed. På grund af opstandsgruppen, hvoraf Poul Ancher, Peder Olsen, Villum Clausen og Jens P. Kofoed er de mest kendte, kom Bornholm atter på danske hænder d. 9. december 1658, hvor de med list overtog Hammershus.
Der er rejst flere mindesten: en på torvet i Hasle hvor ti frihedskæmpere mindes. Jens Kofoed er mindet ved en mindesten i Sandvig med inskriptionen "Bornholms Befrier".
Jens Kofoed har som de tre andre fået opkaldt en bornholmsfærge efter sig. Færgen M/F Jens Kofoed, ikke at forveksle med "Bornholmsfærgen af 1962" der havde et skib af samme navn, blev i 2005 solgt til Eckerölinien og i dag hedder M/F Eckerö. Søsterskibet M/F Povl Anker sejler i dag stadig for Bornholmslinjen. Begge færger blev bygget på Aalborg Værft henholdsvis i 1978 og 1979. 
Også Jens Kofods Gade ved Kastellet i København er opkaldt efter Jens Kofod. Gaden er en af fire bornholmsrelaterede gader på trekanten mellem Store Kongensgade, Esplanaden og Grønningen.
Stavemåden af efternavnet er varieret: det ses uden e, et eller to e'er. Den mest almindelige stavemåde er Kofoed, hvilket er grundlag for artiklens navngivning.
Jens Pedersen Kofoed er begravet i Østermarie Kirke, hvor han også er portrætteret på et epitafium.